# 老利瓦伊·林肯
老利瓦伊·林肯（Levi Lincoln, Sr.，1749年5月15日—1820年4月14日），美国政治家，美国民主-共和党成员，曾任美国众议员（1800年-1801年）、美国司法部长（1801年-1805年）和马萨诸塞州代理州长（1808年-1809年）。
老利瓦伊·林肯有两个儿子：小利瓦伊·林肯和伊诺克·林肯，他们分别担任过马萨诸塞州州长和缅因州州长。
| 前任： 查尔斯·李 | 美国司法部长 1801年-1805年 | 繼任： 约翰·布雷肯里奇 |